# Кингпин
Кингпин (на английски: Kingpin) (Уилсън Фиск) е измислен злодей на Марвел Комикс. Кингпин е един от най-страшните и престъпни лордове в Марвел Вселената. IGN го поставя на 10 място в списъка на Топ 100 злодеи.

## История

### Създаване
Първата поява на персонажа е в „The Amazing Spider-man“ #50 през юли 1967 година. Създаден е от писателя Стан Лий и художника Джон Ромита Старши. Той е един от враговете на Спайдърмен, но е най-големият враг на Деърдевил.

### Фиктивна биография на героя
Уилсън Фиск е имал трудно детство. Дразнен и обиждан от съучениците си заради наднорменото си тегло, Фиск започва да тренира себе си в психологична битка. Той използва новото си тегло за да създаде банда с биячите, която по-късно става мафиотска дружина. Фиск става бодигард и дясната ръка на мафиотския бос Дон Риголето.
По-късно той убива престъпния бос и поема контрол над дружината му, като по този начин става един от известните престъпници на Ню Йорк. Има съпруга Ванеса и син Ричард.

### Появите му в телевизията
- Първата му поява в анимацията е в два епизода на Спайдър-Мен през 1967 г. Озвучава се от Том Харви.
- Кингпин се появява в епизод от сериала Жената-паяк – The Kingpin Strikes Again през 1979 г.
- Озвучава се от Стан Джоунс в „Спайдър-Мен“ през 1981 г.
- Злодея се появява и в „Спайдър-Мен и невероятните му приятели“, също през 1981 г. и се озвучава от Уолкър Едмистън.
- В „Спайдър-Мен: Анимационният сериал“ Кингпин се озвучава от Роско Лий Браун, който получава номинация за наградата Еми за ролята през 1995 г.[2]
- В „Спайдър-Мен: Новият анимационен сериал“ се озвучава от Майкъл Кларк Дънкан, който по-късно го играе във филма Дявол на доброто.

През 2021 година взима участие в сериала на Марвел Студиос „Ястребово око“.